# Frank Pellegrino
Frank Joseph Pellegrino (New York, 19 maggio 1944 – Manhattan, 31 gennaio 2017) è stato un attore e ristoratore statunitense.

## Biografia
Pellegrino nacque ad East Harlem, un quartiere di Manhattan (New York), da una famiglia d'origini italiane, figlio di Frank Pellegrino Sr., un camionista, e di Ida Puccillo, una sarta. Si laureò alla Oceanside High School di Oceanside, NY e al Pace College (ora conosciuto come Pace University).
Pellegrino cominciò la carriera nello spettacolo nei primi anni sessanta in un gruppo vocale chiamato Holidaes. Recitò in diverse produzioni cinematografiche e televisive sul genere gangster e poliziesco, come il personaggio di Johnny Dio in Quei bravi ragazzi di Martin Scorsese, diverse apparizioni nelle serie Law & Order di Dick Wolf e il capo delle investigazioni dell'F.B.I. a caccia di Tony Soprano nell'omonima serie.
Era comproprietario del Ristorante Rao's di New York e come tale ha pubblicato diversi libri di ricette.
Morì il 31 gennaio 2017 a Manhattan, per un cancro ai polmoni.

## Filmografia parziale

### Cinema
- Quei bravi ragazzi (Goodfellas), regia di Martin Scorsese (1990)
- Misterioso omicidio a Manhattan (Manhattan Murder Mystery), regia di Woody Allen (1993)
- Mister Wonderful (Mr. Wonderful), regia di Anthony Minghella (1993)
- Angie - Una donna tutta sola (Angie), regia di Martha Coolidge (1994)
- Può succedere anche a te (It Could Happen to You), regia di Andrew Bergman (1994)
- Tarantella, regia di Helen De Michiel (1995)
- Cop Land, regia di James Mangold (1997)
- Celebrity, regia di Woody Allen (1998)
- Mickey occhi blu (Mickey Blue Eyes), regia di Kelly Makin (1999)
- Compagnie pericolose (Knockaround Guys), regia di Brian Koppelman e David Levien (2001)
- Plan B, regia di Greg Yaitanes (2001)
- Sparami stupido! (Friends and Family), regia di Kristen Coury (2001)
- Carlito's Way - Scalata al potere (Carlito's Way: Rise to Power), regia di Michael Bregman (2005)

### Televisione
- New York Undercover – serie TV, 16 episodi (1994-1995)
- Gotti (Gotti: The Rise and Fall of a Real Life Mafia Don), regia di Robert Harmon – film TV (1996)
- F/X – serie TV, 1 episodio (1997)
- I Soprano (The Sopranos) - serie TV, 11 episodi (1999-2004)
- Law & Order: Criminal Intent - serie TV, episodio 1x14 (2001)
- Odd Mom Out – serie TV, 1 episodio (2015)

## Doppiatori italiani
Nelle versioni in italiano delle opere in cui ha recitato, Frank Pellegrino è stato doppiato da:
- Mauro Magliozzi in Mickey occhi blu
- Sergio Di Giulio ne I Soprano
- Enrico Bertorelli in Law & Order: Criminal Intent